# Gynoplistia williamsi
Gynoplistia williamsi là một loài ruồi trong họ Limoniidae. Chúng phân bố ở miền Australasia.